# Carex collimitanea
Espèce
Classification phylogénétique
Carex collimitanea est une espèce des plantes du genre Carex et de la famille des Cyperaceae.